# Рене Легрев
Рене Легрев (фр. René Le Grevès, 6 червня 1910 — 25 лютого 1946) — французький велогонщик.
Срібний призер Олімпійських Ігор 1932 року в командній гонці переслідування.